# DeWayne Jessie
DeWayne Arthur Jessie (besser bekannt unter seiner Filmrolle Otis Day bzw. Otis Washington und einer Reihe anderer Schreibweisen seines Geburtsnamens; * 21. Februar 1951 in Los Angeles, Kalifornien) ist ein US-amerikanischer Schauspieler und Sänger. Im Jahre 2008 übernahm er seine erste Synchronrolle im Fernsehen, als er bei Drawn Together die erste Person aus dem realen Leben wurde, die in der Serie zu einem Auftritt als Gaststar kam.

## Leben und Karriere
Seine Karriere als Schauspieler in Film und Fernsehen begann der an der Westküste der USA in Los Angeles geborene Jessie Ende der 1960er Jahre, als er im Film Tiger, Tiger (1969) seinen ersten nennenswerten Auftritt verzeichnen konnte. Eine weitere wesentliche Rolle übernahm der jüngere Bruder von Young Jessie, einem R&B- bzw. Jazzsänger und Songwriter, im Film Halls of Anger aus dem Jahre 1970. Nachdem er im darauffolgenden Jahr in einer Episode von Bill Cosby zu sehen war, kam er 1972 in einem weiteren Film (Polizeirevier Los Angeles-Ost), allerdings in einer unwesentlichen Rolle, zum Einsatz. 1973 folgten schließlich Auftritte in jeweils einer Folge von Feuerwache 23 und Love, American Style sowie ein Auftritt im Film The Furst Family of Washington, in dem Jessie eine der Hauptrollen innehatte. 1974 bekam er eine Rolle im Playboy-Enterprises-Film The Crazy World of Julius Vrooder und war in einer Episode von Kojak – Einsatz in Manhattan zu sehen. In den folgenden zwei Jahren kam Jessie vermehrt zum Einsatz und bekam Rollen in den Filmen Darktown Strutters (1975), Sparkle (1976), The Bingo Long Traveling All-Stars & Motor Kings (1976) und Car Wash – Der ausgeflippte Waschsalon (1976), wobei er bei diesem preisgekrönten Film sogar in einer Hauptrolle zu sehen war. Des Weiteren folgte im Jahre 1976 ein Auftritt in einer Folge von Police Story.
Danach war Jessie ab dem Jahre 1977 in weiteren zum Teil größeren Produktionen im Einsatz. So war er 1977 in den Filmen Das Geld liegt auf der Straße, Wie geht’s aufwärts? und im biografischen Film Scott Joplin zu sehen und brachte es unter anderem auf einen Kurzauftritt in einer Episode von Starsky & Hutch. Seinen wohl bedeutendsten Auftritt hatte er schließlich im Jahre 1978, als er im Film Ich glaub’, mich tritt ein Pferd in die Rolle des fiktiven Sängers und Bandleaders Otis Day schlüpfte, durch die er schließlich populär wurde. Im Film lippensynchronisierte er den Sänger Lloyd Williams, der die beiden Lieder Shama Lama Ding Dong und Shout sang. Otis Day & the Knights, die fiktive Band die im Film zu sehen ist und dort als beste Partyband der Welt gilt, war auch nach der Produktion des Filmes, der in den USA einen gewissen Kultstatus erlangte, unter anderem auch, weil John Belushi dabei seinen ersten wesentlichen Filmauftritt hatte, erfolgreich im Einsatz. Gleich im ersten Jahr nach dem Film spielte die Band auf über 260 ausverkauften Konzerten. 1989 wurde dabei ihr erstes und bis dato auch einziges Album Shout, das von George Clinton produziert wurde, veröffentlicht. Drei Jahre zuvor wurde eine Art Dokumentation, die ein Live-Konzert von Otis Day & the Knights zeigt, auf Video unter dem Namen Otis Day And The Knights: Otis!, My Man! veröffentlicht. Auch Ende der 1990er Jahre war die Band, allen voran Otis Day, erfolgreich und tourte dabei durch die ganzen Vereinigten Staaten. Zum 25-jährigen Bestehen des Films organisierte die Band im Jahre 2002 eine 70-Städte-Tour quer durch die USA.
Neben den Erfolgen mit Ich glaub’, mich tritt ein Pferd war Jessie noch im gleichen Jahr im Film Gottseidank, es ist Freitag zu sehen, gefolgt von einer Schaffenspause als Schauspieler im Jahre 1979, in dem er vor allem mit Otis Day & the Knights unterwegs war. 1980 kehrte er wieder auf den Bildschirm zurück und war dabei gleich in drei namhaften Filmproduktionen (Blast – Wo die Büffel röhren, Gorp und Rage!) im Einsatz und brachte es des Weiteren auf einen Auftritt in einer Folge der nur kurzlebigen Fernsehserie Beyond Westworld. Danach folgten nur mehr wenige Engagements in Film und Fernsehen, weshalb Jessie beschloss seine Karriere langsam ausklingen zu lassen. Nachdem er 1981 in einer Episode von Laverne & Shirley zu sehen war, folgte ein ruhiges Jahr 1982, ehe er im Jahre 1983 zu Auftritten in den Filmen Ein Richter sieht rot und Die Chaotenclique kam. Nach einem Einsatz in einer Folge von Polizeirevier Hill Street endete Jessies Schauspielkarriere weitgehend. Später war er nur noch im Jahr 1986 in der Video-Veröffentlichung eines seiner Konzerte zu sehen (Otis Day And The Knights: Otis!, My Man!) und danach im Jahre 2002 in der von John Landis, dem Regisseur von Ich glaub’, mich tritt ein Pferd produzierten Mockumentary Where Are They Now?: A Delta Alumni Update. Weiters ist anzumerken, dass Jessie und die restlichen Mitglieder der Band im Jahre 1985 als Mitglieder der Fraternity Tau Kappa Epsilon der University of Central Oklahoma aufgenommen wurden. 2008 übernahm er seine erste Synchronrolle im Fernsehen, als er bei Drawn Together die erste Person aus dem realen Leben wurde, die in der Serie zu einem Auftritt als Gaststar kam.

## Filmografie
Filmauftritte (auch Kurzauftritte)
- 1969: Tiger, Tiger
- 1970: Halls of Anger
- 1972: Polizeirevier Los Angeles-Ost (The New Centurions)
- 1973: The Furst Family of Washington
- 1974: The Crazy World of Julius Vrooder
- 1975: Darktown Strutters
- 1976: Sparkle
- 1976: The Bingo Long Traveling All-Stars & Motor Kings
- 1976: Car Wash – Der ausgeflippte Waschsalon
- 1977: Das Geld liegt auf der Straße (Fun with Dick and Jane)
- 1977: Wie geht’s aufwärts? (Which Way Is Up?)
- 1977: Scott Joplin
- 1978: Gottseidank, es ist Freitag (Thank God It’s Friday; Titel in Österreich: Gott sei Dank, es ist Freitag)
- 1978: Ich glaub’, mich tritt ein Pferd (National Lampoon’s Animal House; Alternativtitel in der BR Deutschland: Im College sind die Affen los)
- 1980: Blast – Wo die Büffel röhren (Where the Buffalo Roam)
- 1980: Gorp
- 1980: Rage!
- 1983: Ein Richter sieht rot (The Star Chamber)
- 1983: Die Chaotenclique (D.C. Cab)
- 1986: Otis Day And The Knights: Otis!, My Man!
- 2003: Where Are They Now?: A Delta Alumni Update

Serienauftritte (auch Gast- und Kurzauftritte)
- 1971: Bill Cosby (The Bill Cosby Show; auch: Die Bill Cosby Show) (1 Folge)
- 1973: Feuerwache 23 (Firehouse) (1 Folge)
- 1973: Love, American Style (1 Folge)
- 1974: Kojak – Einsatz in Manhattan (Kojak) (1 Folge)
- 1976: Police Story (1 Folge)
- 1977: Starsky & Hutch (Starsky and Hutch) (1 Folge)
- 1980: Beyond Westworld (1 Folge)
- 1981: Laverne & Shirley (1 Folge)
- 1984: Polizeirevier Hill Street (Hill Street Blues) (1 Folge)

Synchronrollen
- 2008: Drawn Together (1 Folge)